# Tren del Vino

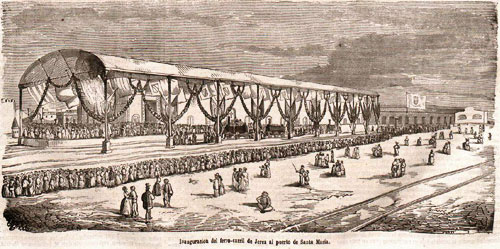
Inauguración Estación de Ferrocarril de El Puerto de Santa María 1854

Se conoce como Tren del Vino al primer ferrocarril de Andalucía que tenía como objetivo conectar Jerez de la Frontera y Puerto Real con la finalidad de transportar las producciones vinícolas a los muelles de la Bahía de Cádiz, donde la carga era embarcada con destino a Reino Unido, uno de los principales mercados a finales del siglo XIX.

## Historia
La concesión en 1829 de este proyecto ferroviario a José Díez Imbrechts fue la primera de la historia del ferrocarril en España. Sin embargo, por problemas de financiación, intereses locales y la desfavorable situación producida por las guerras carlistas y la inestabilidad política, la construcción del primer tramo de quince kilómetros se concluyó treinta y cinco años más tarde, en 1854, por el hijo de éste, fundador del Banco de Andalucía. Este primer tramo comunicó Jerez y el Puerto de Santa María y dos años más tarde, en 1856, se construyó el segundo tramo de trece kilómetros hasta llegar al muelle del Trocadero, en Puerto Real.
En 1860 queda conectada la línea ferroviaria de Madrid con los muelles de Cádiz, pasando por Puerto Real y San Fernando, por lo que se necesitó de la construcción de una estación de empalme ferroviario con cambio de aguja en Puerto Real, hoy en día ubicada en el Parque de los Toruños. Aun se pueden observar los restos de suelo de esta estación.
Por el año 1895 este tramo de ferrocarril que unía los Astilleros de Matagorda con Puerto Real se empezó a utilizar para facilitar el transporte de sus trabajadores, por lo que en los últimos años de funcionamiento el tren pasó a ser conocido como “tren del Dique” o “tren de Matagorda”.
A pesar de ser un humilde grupo de instalaciones industriales ferroviarias, es un conjunto único. El descubrimiento de la máquina de vapor y su aplicación al ferrocarril fue toda una revolución y cambió el concepto de la distancia y el transporte, ya que lo que antes era una distancia que precisaba de un par de días para ser recorrida, como la que había de Sevilla a Cádiz, pasaba a durar media jornada.